# 典型拉土蛛
典型拉土蛛（学名：Latouchia typica）为螲蟷科拉土蛛属的动物。在中国大陆，分布于河南等地，生活习性为穴居。该物种的模式产地在日本。